# Os quadratojugal

Crâne d'anapside
j : os jugal
p : pariétal
po : postorbitaire
q : carré
qj : quadratojugal
sq : squamosal ou temporale

L'os quadratojugal est un petit os du crâne que possède la plupart des amphibiens, reptiles et oiseaux. Il est relié à l'os jugal.